# Microsetella norvegica
Microsetella norvegica är en kräftdjursart som först beskrevs av Boeck 1865.  Microsetella norvegica ingår i släktet Microsetella och familjen Ectinosomatidae. Arten är reproducerande i Sverige. Inga underarter finns listade i Catalogue of Life.